# Kingsley Nwankwo
Kingsley Olajuyigbe Taiwo Nwankwo (* 20. September 1988 in Lagos) ist ein nigerianischer Fußballspieler.

## Karriere
Kingsley Nwankwo spielte in seiner Heimat für Rangers International. Im Sommer 2011 wechselte er mit seinem Mannschaftskollegen Kazeem Ahmed in die Türkei zu Tavşanlı Linyitspor. Zur Saison 2012/13 wechselte er zum Ligakonkurrenten Boluspor. Hier saß Nwankwo oft auf der Ersatzbank und wurde gelegentlich eingewechselt. 
In der Winterpause 2012/2013 wurde der Wechsel zu Denizlispor bekannt gegeben. Nach der Rückrunde und nur 12 Einsätzen trennte sich der Verein von Nwankwo, da er die Erwartungen nicht erfüllen konnte. Er wechselte stattdessen am 25. September 2013 zum nordzyprischen Birinci Lig Verein Hamitköy SK.